# Семипалатинский уезд
Семипала́тинский уезд — административно-территориальная единица в составе Российской империи, Российской республики, РСФСР. В разное время входил в Колыванское наместничество, Тобольскую губернию, Семипалатинскую область.

## История
Образован по именному Указу Екатерины II 20 (31) октября 1782 года «Об учреждении городов в Колыванской области».
Центр уезда — Семипалатная крепость (ныне — город Семей в Казахстане).
После ликвидации Колыванского наместничества 12 (23) декабря 1796 года Семипалатинский уезд вошёл в состав Тобольской губернии.
В 1804 году Семипалатинская крепость лишена статуса города и вошла в состав Томской губернии, уезд ликвидирован.
В 1822 году при образовании Омской области был сформирован Семипалатинский округ, упразднённый через шестнадцать лет — в 1838 году (Семипалатинск при этом был отнесён к Бийскому уезду Томской губернии).
В 1854 году Семипалатинский уезд был восстановлен в составе Семипалатинской области Западно-Сибирского генерал-губернаторства (до 1882 года), в период 1882—1917 в составе Семипалатинской области Степного генерал-губернаторства Российской империи.
К 1921 году Семипалатинский уезд состоял из 49 волостей. После укрупнения волостей, проведённого согласно постановлению ЦИК Казахской АССР от 5 июля 1923 г., их в уезде стало 16.
Семипалатинский уезд упразднён 17 января 1928 года постановлением ЦИК Казахской АССР, в ходе реформы административно-территориального деления автономии, в котором губернии, уезды и волости были заменены на округа и районы.

## Географическое положение
Семипалатинский уезд занимал восточную часть Семипалатинской области, между Павлодарским и Усть-Каменогорским уездами.
Большую часть уезда занимала степь (часть — чернозёмная, часть — глинисто-солонцеватая). В юго-западной части уезда находились невысокие отроги Чингизтау, Аркатских и Баянаульских гор.

## Население
В казахском населении:
1. Найманы – 41 % (Матай, Каракерей, Карауылжасак, Бура, Каратай, Терыстанбалы, Тортуыл, Сыбан, Байжигит, Мурын).[4][5].
2. Аргыны — 32 % (Тобыкты, Каракесек).[6].
3. Уаки – 19 % (Шога).
4. Кереи – 6 % (Аксары, Курсары, Шокматар, Куттыбай, Сибан).

## Административно-территориальное деление

### До 1917 года
1. Семипалатинская — посёлки Старо-Семипалатинский, Озёрный, Талицкий.
2. Семиярская — посёлки Чёрный, Лебяжий, Подпускной, Кривинский.
3. Долонская — посёлки Грачевский, Известковый, Черемуховский, Белокаменский, Глуховский, Стеклянский.
4. Убинская — посёлки Шульбинский, Пьяноярский, Барашевский, Азовский.

- 1-й крестьянский участок — крестьянская волость Александровская, киргизские волости Сейтеневская, Малыбаевская, Биш-Карагайская, Аккумская, Бегеневская, Бальагачская;
- 2-й крестьянский участок — крестьянская волость Карповская, киргизские волости Арчалинская, Дельбегетейская, Коконьская, Семитавская, Айгырджальская, Кеньтюбекская;
- 3-й крестьянский участок — киргизские волости Кызылмулинская, Кандыгатайская, Энрикейская, Мукурская, Кызыл-Адыровская, Чингизская, Бугулинская, Чаганская[7].

## Экономика и хозяйственная деятельность
Основным видом деятельности населения было земледелие. Засевались рожь, яровая пшеница, овёс, ячмень, высаживался картофель. Также осуществлялся сбор табака, льна, конопли, подсолнечных семян, арбузов и дынь, заготавливалось сено.
У оседлого и кочевого населения было развито скотоводство: крупный рогатый скот, козы, овцы, свиньи, верблюды и лошади.
Население также занималось пчеловодством, охотой и рыболовством (касная и белая рыба, икры, рыбий жир).